# Владимир Плавевски
Владимир Плавевски (на македонска литературна норма: Владимир Плавевски) е писател, фотограф и лекар от Северна Македония.

## Биография
Роден е през 1948 година в Скопие, тогава в Югославия. Завършва медицина със специалност оториноларингология. Работи като лекар и има медицински научни публикации.
С любителски снимки започва да се занимава от ранната си младежка възраст, от 1973 до 1990 година интензивно излага на многобройни групови изложби. През седемдесетте години е член, а след това и председател на клуба Фото Вардар от Скопие (1978 – 1990), както и председател на Фотосъюза на Македония (1982 – 1986). Член е на Дружеството на художниците приложници на Македония от 1983 г. и е бил преподавател по фотография във Факултета за драматични изкуства на Скопския университет през 1993-94 година. Участвал е в голям брой групови изложби в страната и в чужбина и е носител на голям брой награди и отличия. Автор е на много драматични текстове, сценарии за телевизионни сериали, телевизионни филми и радиопиеси.
Владимир Плавевски става най-известен като писател, със своите романи, драми и разкази. Член е на Дружеството на писателите на Македония от 2000 година.
Освен публикуваните си книги, Плавевски създава и много сценарии, по които за Македонската радио-телевизия са заснети повече от 40 епизода от сериалите „Еурека“, „Прекалени“, „Светски бајки“, „Македонски бајки“ и „Златни басни“. Сценарист е и на телевизионните филми „Состојба пред инфаркт“ (1987), „Бог да ги убие шпионите“ (1993) и „Вампирџија“ (2002), „Бои во времето“ (2005, специална награда „Златен проектор“ на Астер-фест 2006); „Нави“ (2007), а режисер и сценарист на телевизионния филм „Мултиплеј“ (2008). Написал е и девет радиодрами за македонското радио. Неговите пиеси „Пипа ритам“ (1986), „Балерината“ (1994), „Кралот Хамлет“ (1995) и „Каста Дива“ (1997), детската пиеса „Трагачи по виножитото“ (1988) и „Министерот и јас“ (2002) са поставени на сцената на Турския театър в Скопие; „Раскол“ в Народния театър в Куманово (1998); а „Операција Лир“ в Народния театър „Антон Панов“ в Струмица (2002).